# STS-126
STS-126, voluit Space Transportation System-126, was een spaceshuttlemissie van de Endeavour naar het International Space Station. De Endeavour nam de MPLM Leonardo mee naar het International Space Station. Op 30 september 2008 werd bekend dat STS-125 was uitgesteld tot een nader te bepalen datum omdat er problemen waren opgetreden in de ruimtetelescoop Hubble. Na deze uitstelling werd STS-126 op 14 november 2008 alsnog gelanceerd zonder verdere problemen of vertragingen. Spaceshuttle Endeavour koppelde aan het ISS op vluchtdag 3.
Op 30 november 2008 keerde het ruimteveer na zestien dagen in de ruimte veilig terug op Aarde. Vanwege het stormachtige weer in Florida moest de shuttle voor de landing uitwijken naar de luchtmachtbasis Edwards in Californië, waar de zon scheen.

## Bemanning
- Christopher Ferguson (2) - bevelhebber[8][10]
- Eric Boe (1) - piloot[11]
- Stephen Bowen (1) - missiespecialist[12]
- Heidemarie Stefanyshyn-Piper (2) - missiespecialist
- Donald Pettit (2) - missiespecialist
- Robert Kimbrough (1) - missiespecialist
- Sandra Magnus (2) - ISS-vluchtingenieur

tussen haakjes staat hoeveel vluchten de astronaut gevlogen zal hebben na STS-126